# Юрика-Спрінгс (Арканзас)
Юрика-Спрінгс (англ. Eureka Springs) — місто (англ. city) в США, в окрузі Керролл штату Арканзас. Населення — 2166 особи (2020).

## Географія
Юрика-Спрінгс розташована за координатами 36°24′39″ пн. ш. 93°44′42″ зх. д. / 36.41083° пн. ш. 93.74500° зх. д. (36.410774, -93.744904).  За даними Бюро перепису населення США в 2010 році місто мало площу 17,90 км², з яких 17,54 км² — суходіл та 0,36 км² — водойми.

### Клімат
| Клімат : Юрика-Спрінгс  | Клімат : Юрика-Спрінгс | Клімат : Юрика-Спрінгс | Клімат : Юрика-Спрінгс | Клімат : Юрика-Спрінгс | Клімат : Юрика-Спрінгс | Клімат : Юрика-Спрінгс | Клімат : Юрика-Спрінгс | Клімат : Юрика-Спрінгс | Клімат : Юрика-Спрінгс | Клімат : Юрика-Спрінгс | Клімат : Юрика-Спрінгс | Клімат : Юрика-Спрінгс | Клімат : Юрика-Спрінгс |
| Показник                | Січ.                   | Лют.                   | Бер.                   | Квіт.                  | Трав.                  | Черв.                  | Лип.                   | Серп.                  | Вер.                   | Жовт.                  | Лист.                  | Груд.                  | Рік                    |
| Абсолютний максимум, °C | 25,6                   | 27,2                   | 31,1                   | 35,6                   | 33,9                   | 38,3                   | 41,1                   | 40,6                   | 40,6                   | 32,8                   | 30,0                   | 24,4                   | 41,1                   |
| Середній максимум, °C   | 8,2                    | 11,1                   | 16,4                   | 22,1                   | 25,3                   | 28,9                   | 31,6                   | 31,9                   | 27,2                   | 20,6                   | 15,1                   | 8,9                    | 20,6                   |
| Середній мінімум, °C    | −2,2                   | −0,2                   | 4,2                    | 9,3                    | 13,8                   | 18,0                   | 20,5                   | 19,9                   | 15,7                   | 9,6                    | 4,7                    | −1,1                   | 9,3                    |
| Абсолютний мінімум, °C  | −25,6                  | −22,2                  | −16,7                  | −6,1                   | 1,7                    | 7,8                    | 10,6                   | 8,3                    | 1,1                    | −7,2                   | −13,9                  | −26,1                  | −26,1                  |
| Норма опадів, мм        | 67                     | 73                     | 112                    | 112                    | 130                    | 110                    | 91                     | 83                     | 117                    | 88                     | 109                    | 87                     | 1179                   |
| Днів з опадами          | 7,1                    | 8,0                    | 9,9                    | 9,9                    | 11,8                   | 10,2                   | 8,2                    | 7,4                    | 8,1                    | 6,5                    | 8,4                    | 8,2                    | 103,6                  |
| Днів зі снігом          | 2,4                    | 2,6                    | 0,9                    | 0                      | 0                      | 0                      | 0                      | 0                      | 0                      | 0                      | 0,2                    | 2,0                    | 8,2                    |
| ----------------------- | ---------------------- | ---------------------- | ---------------------- | ---------------------- | ---------------------- | ---------------------- | ---------------------- | ---------------------- | ---------------------- | ---------------------- | ---------------------- | ---------------------- | ---------------------- |
| Джерело: NOAA           |                        |                        |                        |                        |                        |                        |                        |                        |                        |                        |                        |                        |                        |

## Демографія
Згідно з переписом 2010 року, у місті мешкали 2073 особи в 1069 домогосподарствах у складі 498 родин. Густота населення становила 116 осіб/км².  Було 1323 помешкання (74/км²). 
Расовий склад населення:
| - 91,6 % — білих - 1,3 % — корінних американців - 0,6 % — чорних або афроамериканців - 0,6 % — азіатів - 2,3 % — осіб інших рас |

До двох чи більше рас належало 3,7 %. Іспаномовні складали 4,3 % від усіх жителів.
За віковим діапазоном населення розподілялося таким чином: 13,5 % — особи молодші 18 років, 65,0 % — особи у віці 18—64 років, 21,5 % — особи у віці 65 років та старші. Медіана віку мешканця становила 52,8 року. На 100 осіб жіночої статі у місті припадало 86,3 чоловіків;  на 100 жінок у віці від 18 років та старших — 86,0 чоловіків також старших 18 років.
Середній дохід на одне домашнє господарство  становив 43 584 долари США (медіана — 34 208), а середній дохід на одну сім'ю — 51 846 доларів (медіана — 43 516). Медіана доходів становила 40 855 доларів для чоловіків та 30 438 доларів для жінок. За межею бідності перебувало 19,1 % осіб, у тому числі 30,6 % дітей у віці до 18 років та 6,5 % осіб у віці 65 років та старших.
Цивільне працевлаштоване населення становило 920 осіб. Основні галузі зайнятості: освіта, охорона здоров'я та соціальна допомога — 23,5 %, мистецтво, розваги та відпочинок — 20,1 %, роздрібна торгівля — 15,4 %.